# Schänzlekopf
Le Schänzlekopf est une montagne culminant à 2 070 m d'altitude dans les Alpes d'Allgäu.

## Toponymie
La montagne est mentionnée pour la première fois en 1844 comme Weilands = Eck ou Nothländ. Le nom actuel vient de la forme de la montagne, en sconce. Son nom a été donné en même temps que le Schänzlespitze lors du tracé de la frontière entre l'Allemagne et l'Autriche.

## Géographie
Il se situe dans le chaînon du Rauhhorn, au sud-ouest du Schänzlespitze et au nord-est du Notländsattel.

## Ascension
Aucun sentier balisé ne mène au sommet du Schänzlekopf. Il peut être atteint sans difficulté à partir du Jubiläumsweg.